# Joe Malone
Maurice Joseph "Phantom, Joe" Malone (28. února 1890, Québec, Québec - 15. května 1969, Montréal, Québec) byl kanadský profesionální hokejista. Působil v profesionálních soutěžích NHA a NHL. Od roku 1950 je členem hokejové síně slávy. Je jediným hráčem NHL, který nastřílel v jednom zápase 7 branek a rovněž tak je hráčem s nejvíce zápasy s 5 a více góly - této mety dosáhl celkem pětkrát (v NHL).

## Ocenění
- Art Ross Trophy - 1918 a 1920
- Stanley Cup - 1912, 1913 a 1924

## Klubové statistiky
| Sezona     | Klub               | Soutěž     | Základní část | Základní část | Základní část | Základní část | Základní část | Play off | Play off | Play off | Play off | Play off |
| Sezona     | Klub               | Soutěž     | Z             | G             | A             | B             | TM            | Z        | G        | A        | B        | TM       |
| ---------- | ------------------ | ---------- | ------------- | ------------- | ------------- | ------------- | ------------- | -------- | -------- | -------- | -------- | -------- |
| 1907–08    | Quebec Crescents   | QAHA       | —             | —             | —             | —             | —             | —        | —        | —        | —        | —        |
| 1909       | Quebec Bulldogs    | ECAHA      | 12            | 8             | 0             | 8             | 17            | —        | —        | —        | —        | —        |
| 1909–10    | Quebec Bulldogs    | CHA        | 2             | 5             | 0             | 5             | 3             | —        | —        | —        | —        | —        |
| 1909–10    | Waterloo Colts     | OPHL       | 12            | 10            | 0             | 10            | 16            | —        | —        | —        | —        | —        |
| 1910–11    | Quebec Bulldogs    | NHA        | 13            | 9             | 0             | 9             | 3             | —        | —        | —        | —        | —        |
| 1911–12    | Quebec Bulldogs    | NHA        | 18            | 21            | 0             | 21            | 0             | 2        | 5        | 0        | 5        | 0        |
| 1912–13    | Quebec Bulldogs    | NHA        | 20            | 43            | 0             | 43            | 34            | 1        | 9        | 0        | 9        | 0        |
| 1913–14    | Quebec Bulldogs    | NHA        | 17            | 24            | 4             | 28            | 20            | —        | —        | —        | —        | —        |
| 1914–15    | Quebec Bulldogs    | NHA        | 12            | 16            | 5             | 21            | 21            | —        | —        | —        | —        | —        |
| 1915–16    | Quebec Bulldogs    | NHA        | 24            | 25            | 10            | 35            | 21            | 6        | 4        | 1        | 5        | 0        |
| 1916–17    | Quebec Bulldogs    | NHA        | 19            | 41            | 8             | 49            | 15            | —        | —        | —        | —        | —        |
| 1917–18    | Montreal Canadiens | NHL        | 20            | 44            | 4             | 48            | 30            | 2        | 1        | 0        | 1        | 3        |
| 1918–19    | Montreal Canadiens | NHL        | 8             | 7             | 2             | 9             | 3             | 5        | 5        | 2        | 7        | 3        |
| 1919–20    | Quebec Bulldogs    | NHL        | 24            | 39            | 10            | 49            | 12            | —        | —        | —        | —        | —        |
| 1920–21    | Hamilton Tigers    | NHL        | 20            | 28            | 9             | 37            | 6             | —        | —        | —        | —        | —        |
| 1921–22    | Hamilton Tigers    | NHL        | 24            | 24            | 7             | 31            | 4             | —        | —        | —        | —        | —        |
| 1922–23    | Montreal Canadiens | NHL        | 20            | 1             | 0             | 1             | 2             | 2        | 0        | 0        | 0        | 0        |
| 1923–24    | Montreal Canadiens | NHL        | 10            | 0             | 0             | 0             | 0             | —        | —        | —        | —        | —        |
| NHA celkem | NHA celkem         | NHA celkem | 123           | 179           | 27            | 206           | 57            | 3        | 14       | 0        | 14       | 0        |
| NHL celkem | NHL celkem         | NHL celkem | 126           | 143           | 32            | 175           | 57            | 9        | 6        | 2        | 8        | 6        |